# 尼加拉瓜共產黨
尼加拉瓜共產黨（西班牙語：Partido Comunista de Nicaragua，缩写为PCdeN或PCN）是尼加拉瓜的一个共產主義政黨。該黨成立於1967年4月23日，由一些已被开除的尼加拉瓜社会党前成员组建，当时称社會主義工人党。埃利·阿尔塔米拉诺、胡安·洛里奥、奥古斯托·洛里奥、曼努埃尔·佩雷斯·埃斯特拉达组成了社會主義工人党的領導核心，埃利·阿尔塔米拉诺為秘書長。1970年，社會主義工人党更名為尼加拉瓜共產黨。1990年，该党加入全国反对派联盟，反对桑地诺民族解放阵线政府。

## 外部連結
- Article by Altamirano from 2000